# Andreas Kupfer
Andreas Kupfer (Schweinfurt, 1914. május 7. – 2001. április 30.) válogatott német labdarúgó, fedezet.

## Pályafutása

### Klubcsapatban
1933 és 1954 között az 1. FC Schweinfurt 05 labdarúgója volt, ahol kétszeres bajor Gauliga bajnok volt a csapattal. 1954-ben vonult vissza az aktív labdarúgástól.

### A válogatottban
1937 és 1942 között 43 alkalommal szerepelt a német válogatottban és egy gólt szerzett. Tagja volt az 1938-as franciaországi világbajnokságon részt vevő együttesnek. 1950-ben egy alkalommal szerepelt a nyugatnémet válogatottban.

## Sikerei, díjai
1. FC Schweinfurt 05
- Bajor Gauliga
  - bajnok: 1938–39, 1939–42